# Parantica garamantis
Parantica garamantis is een vlinder uit de familie Nymphalidae, onderfamilie Danainae.
De wetenschappelijke naam van de soort is voor het eerst geldig gepubliceerd door in 1888 Frederick DuCane Godman & Osbert Salvin.
De soort komt voor in Papoea-Nieuw-Guinea en op de Salomonseilanden. Hij staat op de Rode Lijst van de IUCN als kwetsbaar.